# Stelle principali della costellazione del Camaleonte
Segue un prospetto delle stelle principali della costellazione del Camaleonte, elencate per magnitudine decrescente.